# Loreto-ucayali španjolski
Loreto-ucayali španjolski ( 'španjolski iz džungle' ; ISO 639-3: spq), jedan od četiri kastiljska jezika, šire iberoromanske skupine, koji se govore u prašumama duž peruanskih rijeka Loreto i Ucayali u departmanima Loreto, Ucayali, Amazonas, Madre de Dios i San Martin. Broj govornika ovog jezika iznosi 	2.800 (2006).

## Vanjske poveznice
- Ethnologue (14th)
- Ethnologue (15th)